# Tracks on Wax 4
Tracks on Wax 4 är ett musikalbum av Dave Edmunds, lanserat 1978 på skivbolaget Swan Song. Edmunds producerade även albumet själv. Även om skivan släpptes som ett soloalbum medverkar samtliga medlemmar i Rockpile på den. Albumet listnoterades inte i Storbritannien, men sålde bra i Sverige. Musikkritikern Stephen Thomas Erlewine på Allmusic skriver i sin recension att albumet tillhör Edmunds allra bästa.
Låtarna "Television", "Deborah" och "A.1. On the Jukebox" släpptes som singlar. Albumets sista låt "Heart of the City" hade redan 1976 spelats in solo av Nick Lowe. Låten "Trouble Boys" spelades 1981 in av Thin Lizzy.

## Låtlista
1. "Trouble Boys" (Billy Murray) – 3:02
2. "Never Been in Love" (Nick Lowe, Rockpile) – 2:28
3. "Not a Woman, Not a Child" (Billy Murray, Ray Peters) – 3:21
4. "Television" (Lowe) – 3:19
5. "What Looks Best on You" (Lowe, Edmunds) – 2:26
6. "Readers Wives" (Noel Brown) – 3:11
7. "Deborah" (Lowe, Edmunds) – 2:38
8. "Thread Your Needle" (Brenda Lee Jones, Welton Young) – 3:27
9. "A.1. On the Jukebox" (Edmunds, Will Birch) – 3:15
10. "It's My Own Business" (Chuck Berry) – 3:56
11. "Heart of the City" (Lowe) – 3:03

## Listplaceringar
- Topplistan, Sverige: #17[2]